# 미국 암협회
미국 암협회(American Cancer Society)는 1913년 5월 22일에 ASCC(American Society for the Control of Cancer)라는 이름으로 뉴욕시에 있는 10 명의 의사와 5명의 사업가들에 의해 창설되었다. 현재 이름은 1944년 안으로 채택되었다. 자선단체 평가 기관인 채리티 내비게이터(Charity Navigator)에 따르면 ACS는 가장 오래되고 규모가 큰  비영리단체로 건전성을 보장하는 자원봉사단체중 하나로 언급하고있다.

## 같이 보기
- 영국 암연구소